# Словенци у Мађарској
Словенци у Мађарској (словен. Madžarski Slovenci, мађ. Magyarországi szlovének) су аутохтона етничка и језичка словенска мањина која живи у Мађарској. Највеће групе су Рабски Словенци (словен. porabski Slovenci, дијалектички: vogrski Slovenci, bákerski Slovenci, porábski Slovenci) у долини Рабе у Мађарској између града Сентготарда и границе са Словенијом и Аустријом. Говоре прекмурским словенским дијалектом. Изван долине Рабе, Словенци углавном живе у региону Сомбатхељу и у Будимпешти.

## Историја
Преци савремених Словенаца живели су у западном делу Карпатског басена најмање од 6. века нове ере; њихово присуство дакле датира још пре него што су Мађари дошли у регион. Они су формирали словенску Балатонску кнежевину и касније су укључени у Арнулфову Краљевину Карантанију која се простирала на већи део модерне југоисточне Аустрије, јужне Мађарске и северне Хрватске. После угарске инвазије крајем 9. века, већина локалних Словена је мађаризована. Између 11. и 12. века успостављена је данашња језичка и етничка граница између мађарског и словеначког народа.
У 10. веку западна граница Краљевине Угарске била је фиксирана на реци Мури, па је област између река Муре и Рабе, позната у словеначком као Slovenska krajina и на мађарском као Vendvidék, насељена Словенцима, остала у Угарској. После Првог светског рата, дошло је до неуспелог покушаја мале групе мађарских Словенаца да стекну независност (види Република Прекмурје). Већи део региона је 1919. године припојен Краљевини СХС (касније преименованој у Југославија) и постао познат под именом Прекмурје. Само мали део у жупанији Ваш, у троуглу између северне границе Словеније, реке Рабе и Аустрије, остао је у Мађарској.
Године 1920. број Словенаца који су остали у Мађарској процењен је на око 7.000, али су у наредним деценијама многи од њих емигрирали у друге мађарске градове, углавном у Будимпешту. Године 2001. у Мађарској је било око 5.000 Словенаца, од којих је само око 3.000 остало у својој првобитној зони насеља у западној жупанији Ваш, док су остали живели углавном у већим урбаним срединама.

## Језик и терминологија
Мађарски Словенци говоре специфичним дијалектом словеначког (прекомурски језик), који је скоро идентичан дијалекту који се говори у Прекмурској области Словеније. Традиционални мађарски назив за Словенце је био Vendek или Венди; због тога су многи Словенци у Мађарској прихватили овај назив као заједничку деноминацију, иако су се у свом дијалекту увек називали Словенцима. Последњих деценија 19. века, а посебно за време Хортијевог режима, деноминација „Венди” је коришћена како би се истакла разлика између мађарских Словенаца и осталих Словенаца, укључујући и покушаје стварања посебног идентитета.

## Религија
За разлику од својих колега у Прекмурју, где постоји значајна лутеранска мањина, скоро сви Словенци Раба су римокатолици, при чему религија игра важну улогу у њиховим локалним традицијама и заједничком животу.

## Словенци у Шомођу
У 17. и 18. веку у Шомођској жупанији насељавају се бројне словеначке породице из Вашске жупаније. Према истраживањима, било је 16 словеначких насеља у три сеоска округа (Чурго, Нађатад, Марцали). Словенци су у Шомођску жупанију дошли из данашњег Прекомурја у два таласа: први је био изазван нападима Османлија око 1600. године, а други се догодио у 18. веку, када су избегли прогон своје протестантске вере. У већини случајева, Словенци који су се доселили у Шомођ постепено су се асимилирали у локално мађарско окружење. Данас постоји само неколико индиција које дочаравају историјско присуство Словенаца у жупанији Шомођ. Међу њима је најизраженија домаћа кухиња.
Друга најрелевантнија реминисценција словеначког присуства је свадбени обичај у Таранима, где се задржао лик узваника на свадбама, још увек присутан у локалним традицијама Словенаца из долине Рабе и оних из Прекмурја у Словенији. И у Тарану и у долини Рабе, гост који позива је обучен у огртач украшен плетивом. Осим тога, носи штап са јежевим крзном омотаним око његовог дна. Слични су и обичаји на самртној постељи, бдењу и сахрани. Штавише, потомци Словенаца у Шомођи не поштују типичан мађарски обичај ускршњег понедељка, по коме мушкарци и дечаци поливају жене и девојке колоњском водом, иначе типичним у региону.
Док Словенци из долине Рабе и даље чувају свој језик и културу, свест Тарањчана о својим прецима је у сталном паду. На мађарском попису становништва из 2001. године, само 44 особе су се изјасниле као Словенци у округу Шомођ.

## Честа словенска презимена у Мађарској
- Bajzek (Bajzek)
- Doncsecz (Dončec)
- Gyécsek (Geček)
- Korpics (Korpič)
- Pavlics (Pavlič)
- Sulics (Šulič)
- Szvétecz (Svetec)

## Угледни Словенци у Мађарској
- Михаел Бакош (око 1742 – 1803)
- Карел Дончец (1918–2002)
- Јожеф Кошич (1788–1867)
- Штефан Кизмич (око 1723 – 1779)